# مقاطعة هاول (ميزوري)
مقاطعة هاول (بالإنجليزية: Howell County)‏ هي إحدى المقاطعات في ولاية ميزوري في الولايات المتحدة الأمريكية.

## تاريخ
تأسست مقاطعة هاويل في 2 مارس 1857، من مقاطعة أوريغون، وسميت على اسم يوشيا هاويل، الذي أسس أول مستوطنة في وادي هاويل.
انعقدت أول محكمة دائرة في كوخ خشبي على بعد ميل واحد شرق ويست بلينز، وفقًا لرواية عام 1876. تم بناء محكمة خشبية صغيرة في الساحة في ويست بلينز عام 1859. وقد تضررت أثناء الحرب الأهلية عام 1862. أعيد تنظيم المقاطعة بعد ذلك بثلاث سنوات، ولكن تم تدمير جميع سجلات المقاطعة في حريق عام 1866. تم بناء محكمة ثانية في ويست بلينز عام 1869. كان مبنى صغيرًا من ثلاث غرف بإطار، يبلغ طوله حوالي 24 قدمًا وعرضه 30 قدمًا.

## الجغرافيا
وفقًا لمكتب الإحصاء الأمريكي، تبلغ المساحة الإجمالية للمقاطعة 928 ميلًا مربعًا (2400 كيلومترًا مربعًا)، منها 927 ميلًا مربعًا (2400 كيلومترًا مربعًا) من اليابسة و1.1 ميلًا مربعًا (2.8 كيلومترًا مربعًا) (0.1%) من المياه. وهي ثالث أكبر مقاطعة في ولاية ميسوري من حيث مساحة الأرض ورابع أكبر مقاطعة من حيث المساحة الإجمالية.